# GE Infrastructure
GE Infrastructure – część koncernu General Electric, zajmująca się produkcją i rozwojem nowoczesnych technologii w takich dziedzinach jak silniki lotnicze, energia, przemysł naftowy i gazowy, systemy transportu szynowego oraz technologie przetwarzania wody. GE Infrastructure oferuje także usługi leasingu samolotów i ich podzespołów oraz serwis finansowy inwestycji energetycznych.
Działy firmy składające się na GE Infrastructure:
- GE Aviation
- GE Aviation Financial Services (GECAS)
- GE Energy
- GE Energy Financial Services
- GE Oil & Gas
- GE Transportation Systems (niegdyś GE Rail)
- GE Water